# Maylandia estherae
Maylandia estherae  (лат.) — вид пресноводных рыб семейства цихлидовые, обитающий у скалистого побережья озера Малави, эндемиком которого он является.
Длина тела составляет от 11 до 13 см. Имеется три различных цветовых формы:
- В-морфа. Самцы синего или голубого цвета с чётким рисунком из поперечных полос. Самки коричневатые с тёмными поперечными полосами.
- О-морфа. Самцы розового или беловатого, а самки ярко-оранжевого или красного цвета.
- ОВ-морфа. Самцы и самки имеют оранжево-чёрную пятнистую окраску.

Края спинного и брюшного плавников у всех форм чаще голубого цвета. На анальном плавнике имеется до 11 округлых пятен жёлтого цвета.
Плавниковая формула: спинной VI-VIII/9-10, анальный III/8.
Как и большинство цихлид озера Малави, рыбы этого вида инкубируют икру во рту.